# Manfred Uglorz
Manfred Karol Uglorz (ur. 12 listopada 1940 w Łaziskach Średnich) – duchowny Kościoła Ewangelicko-Augsburskiego w RP, profesor nauk teologicznych, biblista. Zajmuje się teologią systematyczną, etyką i antropologią filozoficzną.

## Młodość, wykształcenie i służba kościelna

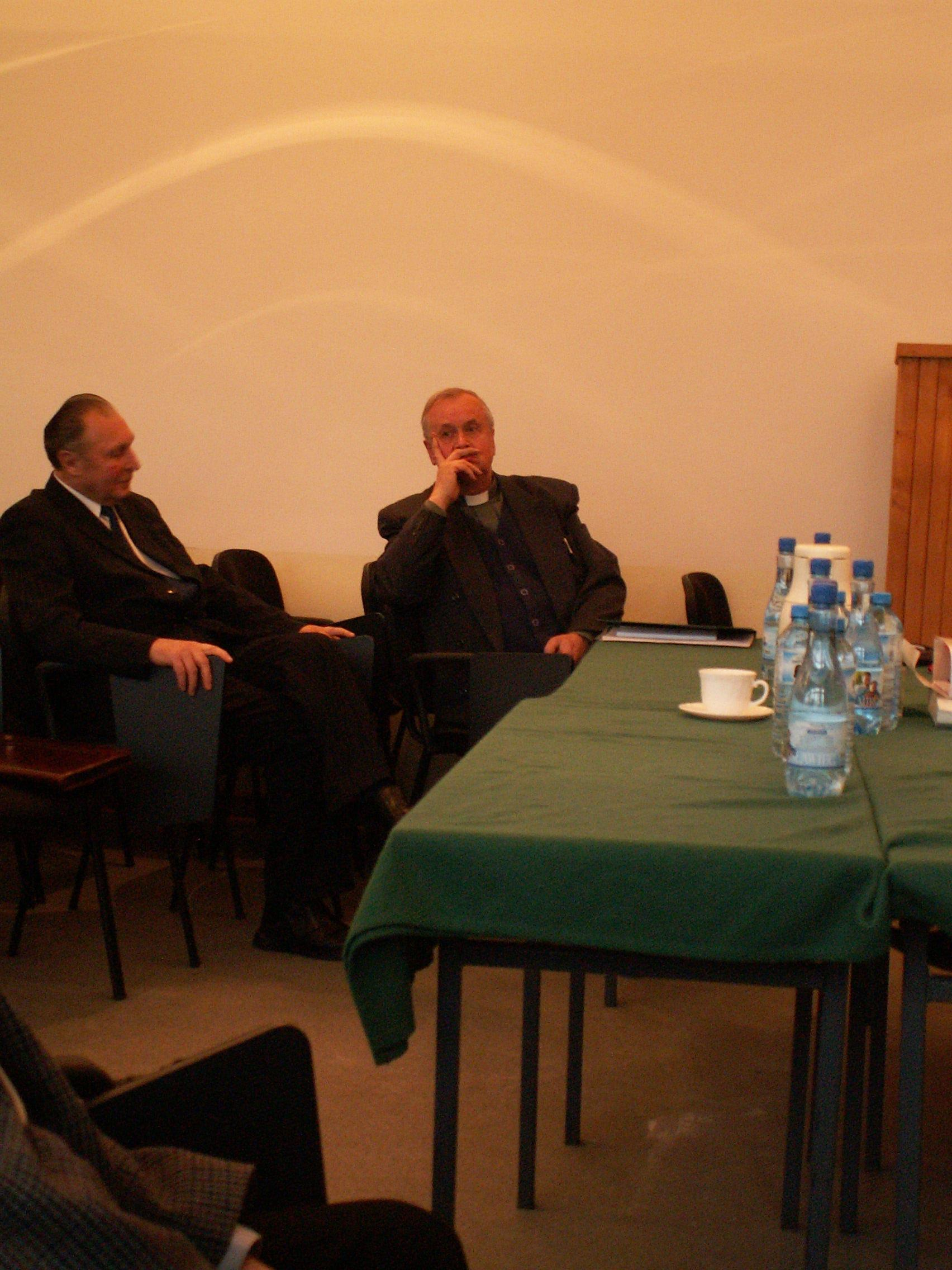
Manfred Uglorz i Zachariasz Łyko (2005)

Urodził się jako syn Jana Uglorza i Elfrydy z domu Twardzik. W 1958 rozpoczął studia na Wydziale Teologicznym w Sekcji Ewangelickiej Chrześcijańskiej Akademii Teologicznej w Warszawie. Studia ukończył w 1962 i na podstawie pracy pt. Geneza i życie prazboru w Jerozolimie oraz zdanego egzaminu magisterskiego otrzymał stopień magistra teologii ewangelickiej.
30 września 1962 został przez ks. bpa prof. Andrzeja Wantułę ordynowany w kościele św. Jana w Mikołowie na księdza Kościoła Ewangelicko-Augsburskiego. Pracę w Kościele rozpoczął jako wikariusz parafii ewangelicko-augsburskiej w Jaworzu. 4 lutego 1968 został wybrany przez Zgromadzenie Parafialne Parafii Ewangelicko-Augsburskiej w Starym Bielsku na proboszcza tej parafii. W 1992 zrezygnował ze stanowiska proboszcza parafii ewangelicko-augsburskiej w Starym Bielsku. 1 września 1992 objął stanowisko redaktora Wydawnictw Książkowych, a od 1 października 1993 także dyrektora do spraw Wydawnictwa w Ośrodku Wydawniczym „Augustana” w Bielsku-Białej. 30 września 1997 zrezygnował z wszystkich funkcji w Wydawnictwie „Augustana” i skupił się na pracy naukowo-dydaktycznej.
W latach 1992–1995 był prezesem IX Synodu Kościoła Ewangelicko-Augsburskiego w RP oraz przez wiele lat członkiem Kościelnej Komisji Egzaminacyjnej.

## Działalność naukowo-dydaktyczna
1 października 1979 został przyjęty do pracy w ChAT w charakterze asystenta w Katedrze Wiedzy Nowotestamentowej i Języka Greckiego. Stopień doktora teologii w zakresie teologii biblijnej otrzymał 25 kwietnia 1984. 1 października 1984 został mianowany adiunktem w tej katedrze. 22 marca 1988 na podstawie pracy pt. Obecność Boga w chrystologicznej refleksji ewangelisty Jana i dorobku naukowego uzyskał stopień doktora habilitowanego nauk teologicznych w zakresie teologii ewangelickiej. 1 marca 1989 został docentem, a 1 października 1996 objął stanowisko profesora nadzwyczajnego w ChAT. Od 1 października 1997 pracował również na Uniwersytecie Śląskim w Katowicach (Filia w Cieszynie, Wydział Etnologii i Nauk o Edukacji Uniwersytetu Śląskiego w Katowicach) w Instytucie Nauk Społecznych i o Kulturze, w Zakładzie Filozofii. 1 września 2001 został przeniesiony na Wydział Teologiczny Uniwersytetu Śląskiego w Katowicach. Od 1 października 2004 powrócił do pracy w Filii Cieszyńskiej Uniwersytetu Śląskiego w Katowicach i od tego dnia był prodziekanem do spraw nauki. 20 czerwca 2000 r. Prezydent RP nadał mu tytuł naukowy profesora nauk teologicznych. 1 lipca 2003 został mianowany na stanowisko profesora zwyczajnego w Uniwersytecie Śląskim w Katowicach. Z pracy na Uniwersytecie Śląskim w Katowicach zrezygnował 30 września 2008. Z dniem 31 stycznia 2012 przestał pracować w ChAT i przeszedł na emeryturę. Był dziekanem Wydziału Nauk Humanistycznych i Społecznych Wyższej Szkoły Administracji w Bielsku-Białej. Od 1 października 2014 roku do 31 sierpnia 2019 roku był rektorem Wyższej Szkoły Administracji w Bielsku-Białej.
Od 1992 był przez dwie kadencje członkiem Komitetu Etyki w Nauce Polskiej Akademii Nauk. Także od 1992 członkiem Komitetu Etyki Lekarskiej Polskiej Akademii Umiejętności. 22 maja 2003 został wybrany w skład Komitetu Nauk Teologicznych PAN na 3-letnią kadencję.

## Wyróżnienia
W 2017 otrzymał nagrodę „Śląski Szmaragd”. Senat ChAT nadał mu w 2017 Medal za Zasługi dla Chrześcijańskiej Akademii Teologicznej w Warszawie.

## Życie prywatne
Zamieszkały w Jasienicy. Żonaty z Anną z domu Gansel, mają jednego syna – Marka, księdza i doktora habilitowanego teologii. Jest hodowcą gołębi rasowych.

## Wybrane publikacje
- Obecność Boga w chrystologicznej refleksji ewangelisty Jana, Warszawa 1988
- Z całego serca szukam Ciebie, Bielsko-Biała 1993
- Zło dobrem zwyciężaj, Bielsko-Biała 1993
- Introdukcja do Nowego Testamentu, cz.1, Warszawa 1994
- Przed ołtarzem Pańskim, Bielsko-Biała 1994
- Od samoświadomości do świadectwa wiary. Wprowadzenie do dogmatyki ewangelickiej, Warszawa 1995
- Marcin Luter – Ojciec reformacji, Bielsko-Biała 1995
- Teologia zwiastowania i czynów Jezusa, Warszawa 1999
- Jahwe – Bóg Izraela. Zarys starotestamentowej teologii Boga, Warszawa 2002
- Kazanie Ukrzyżowanego, Bielsko-Biała 2004
- Kamień węgielny i lud wybrany. Chrystologiczne i eklezjologiczne tematy 1. Listu św. Piotra w kontekście duszpasterskiej troski Autora Listu, Warszawa 2011
- Izrael ludem Jahwe. Zarys starotestamentowej antropologii teologicznej, Bielsko-Biała 2012
- Życie według prawa wolności w rozumieniu św. Jakuba, Warszawa 2012
- W imieniu Pana Jezusa, Jasienica 2013
- Miłościwy Rok Pana, Jasienica 2013
- Śladem Ojca Wiary, Jasienica 2013
- Bóg i człowiek. Powołanie i przeznaczenie człowieka refleksji teologicznej apostoła Pawła, Dzięgielów 2014
- Błogosławiony, który przychodzi w imieniu Pańskim, Dzięgielów 2014
- Dzień się przybliżył, Dzięgielów 2015
- Rozmowy przy studni, Dzięgielów 2015
- Jezus Chrystus i Kościół Boży w refleksji teologicznej apostoła Pawła, Dzięgielów 2016
- Oto idą dni, Dzięgielów 2016
- Dzieje tęsknoty, Katowice 2017
- U stóp Pana Jezusa, Wisła 2018
- Barwny świat gołębi rasowych, Jasienica 2013
- Atlas ptaków ozdobnych, Warszawa 2017
- Atlas zwierząt domowych, Warszawa 2018
- Na drodze do odpocznienia (Rozmyślania i modlitwy na co dzień), Wisła 2018
- Atlas gołębi. Rasy polskie, Warszawa 2018
- Atlas gołębi barwnych, Warszawa 2019
- Nasza wiara (Biblijny komentarz do „Apostolskiego wyznania wiary”), Wisła 2019
- Jesteśmy zgromadzeni przed Bogiem, aby wysłuchać tego, co nakazał Pan (Kazania na II rząd perykop), Jaworze 2019